# Ononis reclinata subsp. reclinata
Ononis reclinata subsp. reclinata é uma subespécie de planta com flor pertencente à família Fabaceae. 
A autoridade científica da subespécie é L., tendo sido publicada em Sp. Pl. ed. 2 1011 (1763).
O seu nome comum é unha-de-gato.

## Portugal
Trata-se de uma subespécie presente no território português, nomeadamente em Portugal Continental.
Em termos de naturalidade é nativa da região atrás indicada.

## Protecção
Não se encontra protegida por legislação portuguesa ou da Comunidade Europeia.